# Антифат (Аргос)
Вижте пояснителната страница за други значения на Антифат.
Антифат (на старогръцки: Ἀντιφάτης, Antiphates) в гръцката митология е цар на Аргос от династията на Меламподите през 13 век пр.н.е. Син е на Мелампод и Ифианаса или на Ифианеира, брат на Мантий.
Със съпругата си Зевксипа, дъщеря на Хипокоон, той има два сина Екл (или Оикл) и Амфалк. След неговата смърт на трона на Аргос се възкачва Екл (или Оикл).